# Baba (Palagruško otočje)
Plićina ili hrid Baba nalazi se oko 150 metara južno od otočića Male Palagruže, u Palagruškom otočju. Iako je za u nekim radovima navedena površina hridi od 336 m2, hrid je u plimi cijela pod vodom, pa se ne može svrstati u hridi nego u plićine.